# VSFilter
VSFilter là một bộ lọc DirectShow có khả năng rip phụ đề từ các tệp VOB ra một vài định dạng. Nó cũng có khả năng kết xuất phụ đề lên video, cho dù khi đang chiếu hoặc chuyển mã. Nó là một phần của dự án guliverkli, có tên trước đó là VobSub.
Sau khi ngừng phát triển vào năm 2005 với phiên bản v2.37, năm 2007 nó trở thành một bộ phận của dự án Guliverkli2 với phiên bản 2.38.

## Các định dạng phụ đề hỗ trợ
| Tên định dạng                              | Phần mở rộng |
| ------------------------------------------ | ------------ |
| VOBsub                                     | .sub/.idx    |
| SubStation Alpha/Advanced SubStation Alpha | .ssa/.ass    |
| SubRip                                     | .srt         |
| MicroDVD                                   | .sub         |
| SAMI                                       | .smi         |
| PowerDivX                                  | .psb         |
| Universal Subtitle Format                  | .usf         |
| Structured Subtitle Format                 | .ssf         |